# Мазрае-Нов (дегестан)
Мазрае-Нов (перс. مزرعه نو) — дегестан в Ірані, в Центральному бахші, в шагрестані Аштіан остану Марказі. За даними перепису 2006 року, його населення становило 3853 особи, які проживали у складі 1112 сімей.

## Населені пункти
До складу дегестану входять такі населені пункти:
- Амірабад
- Ананджерд
- Багарестан
- Варсан
- Гезарабад
- До-Гуш
- Кардіджан
- Кушкак
- Мазрае-Нов
- Могаммадабад
- Саїдабад
- Салехабад
- Сарагруд
- Хворакабад